# Chiesa di San Biagio a Pierle
La chiesa di San Biagio a Pierle è un luogo di culto cattolico che si trova in località Pierle, nel comune di Cortona, in provincia di Arezzo.

## Storia e descrizione
La sua fondazione risale all'XI secolo, ma venne ricostruita nel 1505 e ulteriormente restaurata nei XVII e XVIII secolo. Ad unica navata, mostra una caratteristica abside e un campanile a vela, mentre all'interno si conservano alcuni affreschi e pitture con temi cristologici, di varia datazione.